# Лабуристичка партија (Ирска)
Лабуристичка странка (енгл. Labour Party; ир. Páirtí an Lucht Oibre) је социјалдемократска политичка странка левог центра која делује у Републици Ирској. Чланица је Прогресивне алијансе, Социјалистичке интернационале и Партије европских социјалиста.
Основана је 1912. године у Клонмелу од странке Џејмса Конолија, Џејмса Ларкина и Вилијема О’Брајена као политичко крило Ирског синдикалног конгреса, те представља једну од ретких важнијих странака у Ирској која не вуче корене од Шин Фејна. Традиционално је била трећа по реду ирска странка, иза доминантних странака Фијана Фол и Фин Гол, са којима је повремено сарађивала као чланица коалиционих влада.
Од 1990-их су двоје њених кандидата изабрани за председнике Ирске. Од парламентарних избора 2011. до 2016. године учествовала је у власти кроз коалицију са водећом странком Фин Гол. 4. јула 2014. године Џоан Бартон је победила на изборима за лидера странке, победивши са 78% гласова. Бартон је била прва жена која је предводила Лабуристичку странку. На општим изборима 2016. године странка је остварила низак изборни резултат.
Тренутни лидер странке од 2016. године је Брендан Хоулин.